# (20242) Sagot
(20242) Sagot (1998 DN27) – planetoida z pasa głównego asteroid okrążająca Słońce w ciągu 3,67 lat w średniej odległości 2,38 j.a. Odkryta 27 lutego 1998 roku.